# Chiquinha Gonzaga

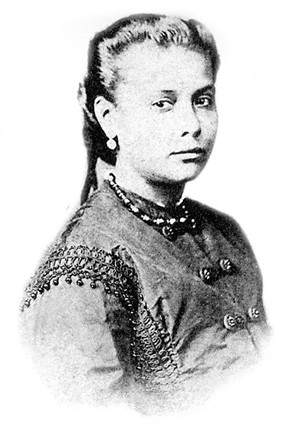
Die junge Francisca Gonzaga mit achtzehn Jahren

Francisca („Chiquinha“) Gonzaga (* 17. Oktober 1847 in Rio de Janeiro, Rio de Janeiro; † 28. Februar 1935 ebenda), eigentlich Francisca Edwiges Neves Gonzaga, gehört zu den wichtigen Komponistinnen des Choro in Brasilien.

## Leben
Die Pianistin und Komponistin ebnete als Frau den Weg für viele professionelle Musikerinnen in Brasilien. Sie schrieb über 300 Kompositionen für ganz unterschiedliche musikalische Formationen.
Zu Beginn ihrer Karriere war Francisca Gonzaga Mitglied der Gruppe von Joaquim Calado (1848–1880), gab Klavierstunden und spielte auf Tanzveranstaltungen. Berühmt wurde sie 1877, als ihre Komposition Atraente verlegt wurde. Sie komponierte Musik in Stilrichtungen wie Polka, Fado,  Maxixe, bekannt als brasilianischer Tango, Habanera, Choro, Marcha, Dobrado, Lundu und Modinha. Daneben war sie Mitbegründerin der Sociedade Brasileira de Autores Teatrais (SBAT), die sich für die Rechte von Autoren und Komponisten einsetzt.